# Haemimont Games
Haemimont Games est un studio bulgare de développement de jeux vidéo fondé en septembre 1997 à Sofia, principalement connu pour avoir développé les jeux de gestion Tropico 3, Tropico 4 et Tropico 5.

## Jeux développés
| Titres                                  | Année     | Plates-formes                                                |
| --------------------------------------- | --------- | ------------------------------------------------------------ |
| Tzar: The Burden of the Crown           | 2000      | Windows, PlayStation                                         |
| Celtic Kings: Rage of War               | 2002      | Windows                                                      |
| Celtic Kings: The Punic Wars            | 2004      | Windows                                                      |
| Imperivm III: The Great Battles of Rome | 2005      | Windows                                                      |
| Rising Kingdoms                         | 2005      | Windows                                                      |
| Glory of the Roman Empire               | 2006      | Windows                                                      |
| Imperium Romanum                        | 2008      | Windows                                                      |
| Grand Ages: Rome                        | 2009      | Windows                                                      |
| Tropico 3                               | 2009      | Windows, Xbox 360                                            |
| The First Templar                       | 2011      | Windows, Xbox 360                                            |
| Tropico 4                               | 2011      | Windows, Xbox 360                                            |
| Omerta: City of Gangsters               | 2013      | Windows                                                      |
| Tropico 5                               | 2014      | Windows, OS X, PlayStation 4, Xbox One, Xbox 360             |
| Victor Vran                             | 2015-2017 | Windows, OS X, Linux, PlayStation 4, Xbox One                |
| Surviving Mars                          | 2018      | Windows, OS X, Linux, PlayStation 4, Xbox One                |
| Stranded: Alien Dawn                    | 2023      | Windows, PlayStation 4, PlayStation 5, Xbox One, Xbox Series |
| Jagged Alliance 3                       | 2023      | Windows                                                      |